# Henri Van Dyck
Pour les articles homonymes, voir Van Dyck.
Henri Joseph Van Dyck (Bruges, 25 mars 1849 - Anvers, 9 février 1934) est un peintre belge.

## Biographie
Vers 1869, Henri (ou Hendrik en néerlandais) Joseph Van Dyck s’inscrit à l’Académie de Roubaix (France) où il suit les cours de Constantin Mils et Alphonse-Victor Colas. Il entre ensuite à l’Académie des beaux-arts d’Anvers chez Joseph Henri François Van Lerius.
Il est connu comme peintre de sujets historiques et religieux, de portraits et de peinture de genre.
Henri Van Dyck est le père de Victor Van Dyck (mention honorable avec le troisième prix de Rome belge de peinture 1889) et le grand-père de Max Van Dyck (grand Prix de Rome belge de peinture 1920). Ce dernier était l'époux du peintre Eliane de Meuse, première artiste féminine à décrocher le Prix Godecharle (1921) décerné jusqu'alors aux seuls peintres masculins.

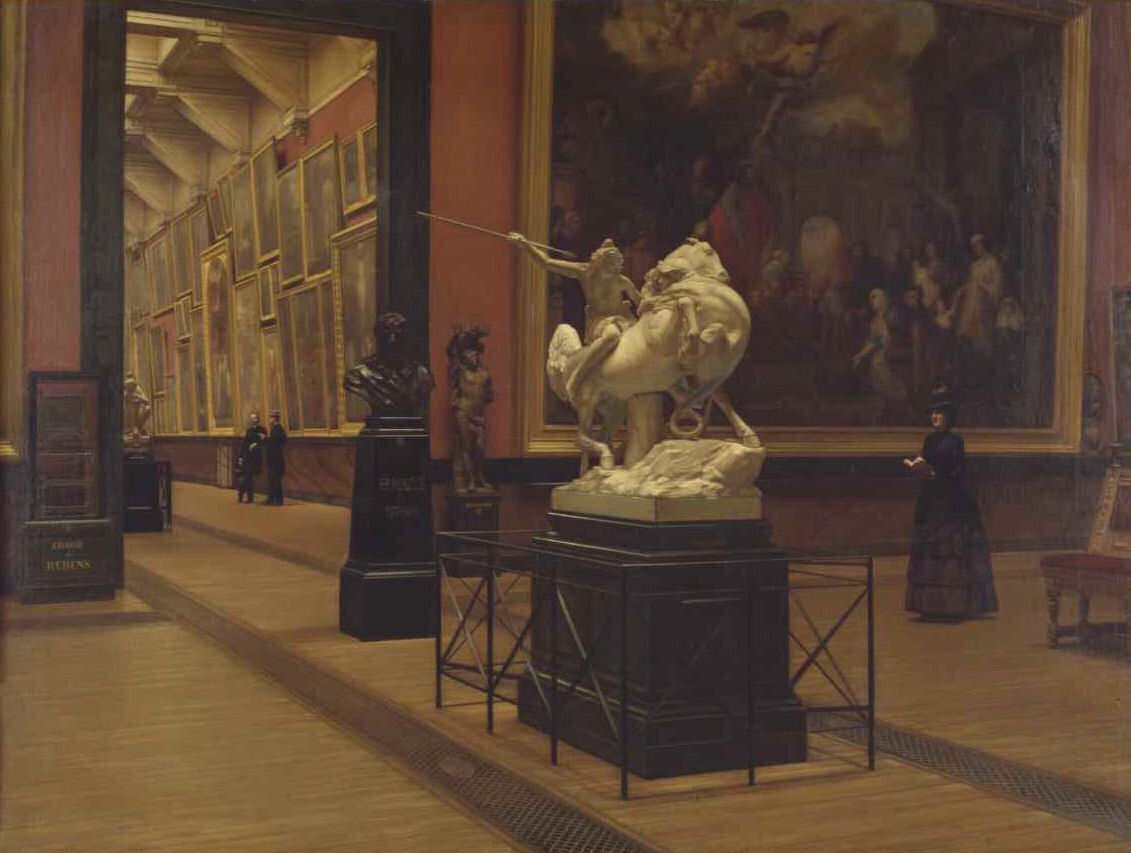
Binnenzicht van het museum van de Academie.

Il est surprenant qu'Henri Van Dyck ne soit pas davantage connu. Binnengezicht oud Museum Mutsaertstraat (titre français : Vue de l'intérieur de l'ancien Musée, rue Mutsaert) au Musée des beaux-arts d’Anvers est pourtant convaincant de qualité.

## Expositions
- 1869, Bruxelles, Salon Triennal
- 1872, Bruxelles, Salon Triennal
- 1873, Anvers, Salon Triennal
- 1875, Bruxelles, Salon Triennal
- 1898, Anvers, Salon Triennal

## Musées
- Anvers, Musées royaux des beaux-arts Binnengezicht oud Museum Mutsaertstraat (1886).